# 桜田門外ノ変
『桜田門外ノ変』（さくらだもんがいのへん）は、吉村昭の歴史小説。また、これを原作とした2010年10月16日公開の日本映画。江戸幕府大老・井伊直弼が暗殺された桜田門外の変とその前後の顛末を、襲撃を指揮した水戸藩士・関鉄之介の視点から描いている。

## 小説
『秋田魁新報』（1988年10月11日から1989年8月15日）など地方紙各誌に連載された後、加筆改稿を経て1990年に新潮社から単行本が刊行された。
「桜田門外ノ変」の表記は、当時の資料の一部で用いられていたものである。

### 概要
単行本あとがきによれば、桜田門外の変に関心を持った吉村は、1982年または1983年頃から資料集めを始めていた。執筆に当たって吉村は、まず東京大学史料編纂所の教授も務めた吉田常吉を訪ね、その勧めによって関鉄之介を主人公とした。関が暗殺の現場指揮者で事件の全てに立ち会っており、また多くの日記を残していることから、吉村も関以外に主人公とすべき人物はないと判断したのである。
吉村は単行本あとがきでまた、江戸幕府崩壊の過程と「大東亜戦争」の敗戦の類似を感じるとし、桜田門外の変と二・二六事件とを重ね合わせている。
物語は安政4年（1857年）正月、水戸藩の門閥派の要人結城朝道の手足となって改革派と争っていた谷田部籐七郎が弟とともに捕縛され、水戸領内を護送されるところから始まり、遡って水戸斉昭の藩主就任と藩政改革が描かれる。大老井伊直弼による水戸藩への弾圧、それに対し水戸藩士が井伊暗殺を企て、暗殺を成就するまで、その暗殺の次第が克明に描かれるが、井伊の死までで全体の2/3である。その後は暗殺後の彦根藩と幕閣、水戸藩の対応、井伊暗殺に呼応して薩摩藩が兵を挙げて京都へ上る計画が成らず、暗殺を企てた水戸藩士たちが失意のうちに捕縛、自刃、潜伏逃亡する様が描かれる。物語は文久2年（1862年）5月11日の鉄之介の斬首で終わり、その後のことが簡潔に記されて締めくくられる。

### 刊行書誌
- 『桜田門外ノ変』（初版単行本、新潮社、1990年8月）、ISBN 978-4103242215
- 『桜田門外ノ変』（上下巻、新潮文庫、1995年4月、改版2009年12月）、 ISBN 978-4101117331（上）、ISBN 978-4101117348（下）
- 『吉村昭歴史小説集成〈一〉 桜田門外ノ変／生麦事件』（岩波書店、2009年4月）、ISBN 978-4000283113

### 関連書籍
- 吉村昭『史実を歩く』（文春新書、1998年10月、ISBN 978-4166600038 / 文春文庫、2008年7月、ISBN 978-4167169466）
歴史小説の執筆にあたっての取材や創作にまつわるエピソードが綴られたエッセイ集。「「桜田門外ノ変」余話」を始め、「原稿を焼く」「読者からの手紙」などで『桜田門外ノ変』について触れられている。
- 吉村昭『私の引出し』（文藝春秋、1993年3月、ISBN 978-4163473000 / 文春文庫、1996年5月、ISBN 978-4167169305）
収録された短いエッセイ「元警視総監の顔」で、刊行から間もなく警視総監に招かれ、総監室で現場と警視庁本部ビルとの位置関係について講釈した挿話を記している。その1か月後に退官直後の総監と路上で偶然に再会し、驚くほど柔和な顔に一変していたのに驚いたという内容である。名前は記されていないが、時期的には第76代・大堀太千男と思われる。

## 映画
「水戸藩開藩四百年記念」と銘打ち、茨城県の地域振興と郷土愛を目的に時代劇として実現した「県民創世映画」。監督は佐藤純彌、主演は大沢たかお。企画・製作・撮影においては茨城県内の自治体・企業・市民団体の全面協力体制がとられ、見せ場である桜田門外襲撃シーンのために約2億5000万円の巨大オープンセットも組まれた。撮影地は茨城県内（水戸市、日立市、常総市、高萩市、常陸大宮市、かすみがうら市、行方市、那珂市、つくばみらい市、茨城町、城里町、大子町）で行われたほか、滋賀県大津市の日吉大社でも撮影された。
キャッチコピーは、「幕末リアリズム。日本の未来を変えた、史上最大の事件。」
本作では、冒頭から全体の1/3ほどで桜田門外の襲撃が発生し、あとの2/3で襲撃に至るまでの経緯と水戸浪士たちの逃避行を交互に描き、関鉄之介の捕縛と斬首、桜田門を通って江戸城に入る新政府軍の行進で幕を下ろす。変後の水戸浪士たちに焦点をあてて描いているところは同じながら、ほぼ時系列通りに物語が進行する原作とは異なった構成となっている。また、襲撃シーンは史実にほぼ忠実であるとされるが、彦根藩士側の個人名などは特に挙げられておらず、事件後の井伊家の対応も伝聞で語られるのみとなっている。
公式サイトでスペシャル動画『幕末通信 立川談春の3分でわかる『桜田門外ノ変』』が配信された。10月4日以降各局でテレビ特番『公開直前!映画「桜田門外ノ変」徹底解剖スペシャル』が放送された。また『サムライ・シネマキャンペーン』と題し、『十三人の刺客』『雷桜』『武士の家計簿』『最後の忠臣蔵』と併せて、2010年公開の時代劇映画5作共同のキャンペーンも行われた。
2010年10月16・17日初日2日間で興収9172万6200円、動員は8万390人になり、映画観客動員ランキング（興行通信社調べ）で初登場第6位となった。また、「ぴあ」初日満足度ランキング（ぴあ映画生活調べ）では第4位になるなど好評価されている。
本編のDVDは2011年4月21日に発売された。

### キャスト
- 関鉄之介（大沢たかお） - 水戸藩士。井伊直弼襲撃の現場指揮者。
- 関ふさ（長谷川京子） - 鉄之介の妻。
- 金子孫二郎（柄本明） - 水戸藩南郡奉行。井伊直弼襲撃を企てる一人。
- 高橋多一郎（生瀬勝久） - 水戸藩奥右筆頭取。井伊直弼襲撃を企てる一人。
- 岡部三十郎（渡辺裕之） - 水戸藩小普請。井伊直弼襲撃の見届け役。
- 関誠一郎（加藤清史郎） - 鉄之介の息子。
- いの（中村ゆり） - 鉄之介の江戸の愛人。
- 佐藤鉄三郎（渡部豪太） - 水戸藩士。井伊直弼襲撃の企てに参加する。
- 高橋荘左衛門（須賀健太） - 多一郎の息子。藩校・弘道館諸生。井伊直弼襲撃の企てに参加する。
- 桜岡源次衛門（本田博太郎） - 常陸国袋田村の大庄屋。鉄之介をかくまう。
- 与一（温水洋一） - 源次衛門の使用人。
- 稲葉和則（ユキリョウイチ） - 鳥取藩剣術指南。
- 安藤龍介（北村有起哉） - 水戸藩士。
- 稲田重蔵（田中要次） - 水戸藩士。井伊直弼襲撃に参加する。
- 有村次左衛門（坂東巳之助） - 薩摩藩士。井伊直弼襲撃に参加し、井伊にとどめを刺す。
- 西郷吉之助（永澤俊矢） - 薩摩藩士。
- 松平春嶽（池内博之） - 福井藩第16代藩主。
- 武田耕雲斎（榎木孝明） - 水戸藩士。斉昭の側近。
- 野村常之介（西村雅彦） - 水戸藩北郡奉行。
- 井伊直弼（伊武雅刀） - 彦根藩第15代藩主。江戸幕府大老。水戸藩士の襲撃を受けて暗殺される。
- 徳川斉昭（北大路欣也） - 水戸藩前藩主（第9代）。桜田門外の変の16年前に家督を息子慶篤に譲っていたが、水戸の藩政を主導し、幕府の政治にも深く関わっている。
- その他 - 志村東吾、緒形幹太、松本寛也、颯太、福井晋、平塚真介、須賀貴匡、近藤公園、中山麻聖、綱島郷太郎、津村鷹志、河原崎建三、川野太郎、松尾伴内、福本清三、深水三章、並樹史朗、モロ師岡、三田村賢二、妹尾正文、田鍋謙一郎、沢井小次郎、谷川昭一朗、佐久間哲、西田有沙、池口十兵衛、伊集院八朗、小峰隆司、木谷邦臣、峰蘭太郎　ほか

### スタッフ
- 監督 - 佐藤純彌
- 脚本 - 江良至、佐藤純彌
- 撮影 - 川上皓市
- 美術 - 松宮敏之
- 編集 - 川島章正
- 照明 - 川井稔
- 装飾 - 大坂和美
- 録音 - 橋本泰夫
- 助監督 - 山内健嗣
- 音楽 - 長岡成貢
- 音楽プロデューサー - 池畑伸人
- スクリプター - 松澤一美
- ナレーション - 小林研二
- 音響効果 - カモメファン(伊藤進一)
- 殺陣 - 久世浩
- 劇用馬コーディネイト - ホースチームGocoo(辻井啓伺)
- 特殊造型 - メイクアップディメンションズ(江川悦子、神田文裕、佐々木誠人)
- VFX - 東京現像所、日本エフェクトセンター
- 現像 - 東京現像所
- スタジオ - 東映京都撮影所、日活撮影所
- プロデューサー - 三上靖彦、川崎隆、鈴木義久
- 企画 - 橘川栄作
- 企画協力 - 岡田裕、若松徹(共にノークレジット[5][6])
- 協力 - 「桜田門外ノ変」映画化支援の会
- 製作プロダクション - ユニークブレインズ
- 製作委員会メンバー - 一般社団法人いばらき映像文化振興協会、映画「桜田門外ノ変」製作組合、ユニークブレインズ
- 配給 - 東映

### 主題歌
- alan 『悲しみは雪に眠る』（作詞：伊勢正三、作曲・編曲：長岡成貢）
桜田門外の変の当日、安政7年3月3日（1860年3月24日）は季節外れの大雪が降ったが、この主題歌でも季節外れの雪が主題となっている。また、伊勢正三の代表曲の一つ『なごり雪』も同様に季節外れの雪が主題である。

### サウンドトラック
- 桜田門外ノ変 オリジナルサウンドトラック（AVCA-29845）

### オープンロケセット
- 映画のオープンロケセットと記念展示館が水戸市千波湖畔で公開されていた[7]。当初は1年間の予定だったが公開時期を延長され2013年3月31日をもって閉館となった[8]。3年間で約31万人が訪れた。

### 関連書籍
- 黒沢賢一『桜田門外ノ変―時代を動かした幕末の脱藩士』（宮帯出版社）
- 佐藤純彌、聞き手：野村正昭 + 増當竜也『映画監督 佐藤純彌 映画 (シネマ) よ憤怒の河を渉れ』DU BOOKS（原著2018年11月23日）。ISBN 978-4866470764。

### スピンオフ作品
本作の製作過程を題材にしたスピンオフ作品『桜田門内の変!?』が2012年6月に公開された。監督・主演は本編にも出演している渡辺裕之。